# I'd Come for You
I'd Come for You is een nummer van de Canadese rockgroep Nickelback. Het werd in 2009 uitgebracht als de tweede Europese van het zesde studioalbum Dark Horse. Het nummer is geschreven door de leden van de band in samenwerking met Robert Lange, die deze plaat ook produceerde. I'd Come for You is een rockballad in de lijn van Far Away en If Everyone Cared. Noord-Amerika krijgt If Today Was Your Last Day als tweede single voorgeschoteld.

## Achtergrondinformatie
Direct na de officiële release van Dark Horse, bereikte I'd Come for You op downloads de veertiende plek van de Amerikaanse iTunes Store, waardoor het op de 44ste plaats debuteerde in de Billboard Hot 100. Diezelfde week debuteerde het ook in Canada, hier op 53.
Het nummer presteerde goed in de Nederlandse Top 40. Het werd in week 13 verkozen als Alarmschijf en genoot veel airplay op Radio 538. Het nummer behaalde de twintigste positie in de Top 40 en verbleef er elf weken.

## Hitnotering
| "I'd Come for You" in de Nederlandse Top 40 - binnen: 4 april 2009 | "I'd Come for You" in de Nederlandse Top 40 - binnen: 4 april 2009 | "I'd Come for You" in de Nederlandse Top 40 - binnen: 4 april 2009 | "I'd Come for You" in de Nederlandse Top 40 - binnen: 4 april 2009 | "I'd Come for You" in de Nederlandse Top 40 - binnen: 4 april 2009 | "I'd Come for You" in de Nederlandse Top 40 - binnen: 4 april 2009 | "I'd Come for You" in de Nederlandse Top 40 - binnen: 4 april 2009 | "I'd Come for You" in de Nederlandse Top 40 - binnen: 4 april 2009 | "I'd Come for You" in de Nederlandse Top 40 - binnen: 4 april 2009 | "I'd Come for You" in de Nederlandse Top 40 - binnen: 4 april 2009 | "I'd Come for You" in de Nederlandse Top 40 - binnen: 4 april 2009 | "I'd Come for You" in de Nederlandse Top 40 - binnen: 4 april 2009 | "I'd Come for You" in de Nederlandse Top 40 - binnen: 4 april 2009 |
| Week                                                               | 1                                                                  | 2                                                                  | 3                                                                  | 4                                                                  | 5                                                                  | 6                                                                  | 7                                                                  | 8                                                                  | 9                                                                  | 10                                                                 | 11                                                                 |                                                                    |
| ------------------------------------------------------------------ | ------------------------------------------------------------------ | ------------------------------------------------------------------ | ------------------------------------------------------------------ | ------------------------------------------------------------------ | ------------------------------------------------------------------ | ------------------------------------------------------------------ | ------------------------------------------------------------------ | ------------------------------------------------------------------ | ------------------------------------------------------------------ | ------------------------------------------------------------------ | ------------------------------------------------------------------ | ------------------------------------------------------------------ |
| Nummer                                                             | 36                                                                 | 28                                                                 | 28                                                                 | 28                                                                 | 24                                                                 | 27                                                                 | 27                                                                 | 22                                                                 | 20                                                                 | 24                                                                 | 38                                                                 | uit                                                                |